# Kokkola
Kokkola é uma cidade, e município, da Finlândia, situada na região da Ostrobótnia Central.